# Lika mot lika
Lika mot lika byl švédský němý film z roku 1906. Režisérem byl Knut Lambert (1864–1941). Natáčení filmu probíhalo v Marstrandu v průběhu července a srpna 1906. Film měl premiéru 23. srpna 1906 v Societetssalongen v Marstrandu. Film je považován za ztracený.

## Obsazení
| Knut Lambert    | Coq-Héron |
| Helfrid Lambert | Suzanne   |
| Tollie Zellman  | Clara     |